# YELLOW FRIED CHICKENz
YELLOW FRIED CHIKENz o YFC es una banda de J-Rock fundada por el músico japonés Gackt e integrada por otros músicos ya conocidos dentro de la escena musical japonesa como You y Chachamaru (GacktJob), Shinya (Luna Sea, Takumi, U:ZO y el cantante estadounidense Jon Underdown. 

## Historia

### 2010
En un principio YFC no era una banda, sino el nombre que Gackt le dio a su gira en Europa durante el año 2010 bajo el lema de "¡Quiero que haya en Japón más hombres de verdad! ¡Así que hagamos algo para incitar a los hombres a cambiar!". Así surgió este nuevo proyecto, manteniendo la alineación original del Job durante el 2009 (Gackt, You, Chachamaru, Chirolyn y Jun-ji). 
El primer concierto tuvo lugar el 21 de marzo en Kawasaki, donde solo pudieron asistir hombres registrados en el club de fanes. El concierto se hizo llamar "GACKT Danson Jyohi Hadaka Matsuri"
Del 16 al 24 de julio tuvo lugar la primera gira Europea “GACKT COMING TO EUROPE 2010. ATTACK OF THE “YELLOW FRIED CHICKENz”. Se celebraron un total de 5 conciertos en 4 países: Inglaterra, Francia, España, y Alemania.
El 29 de agosto se celebró el concierto en traje de baño, donde solo podían asistir personas que estuviesen vestidas con bañador..

### 2011
A partir del terremoto y el Tsunami ocurrido en Japón en marzo de 2011 y luego de la campaña SHOW YOUR HEART (campaña fundada por Gackt para ayudar a los damnificados de la zona del desastre) YFC se convirtió en una banda, anunciando nuevos miembros y una gira por Asia y Europa en una conferencia de prensa que tuvo lugar el 9 de junio. 
Parte de las ganancias obtenidas con la gira de YELLOW FRIED CHICKENz fueron donadas para ayudar a las víctimas del terremoto de Japón de 2011, en especial para ayudar a los niños que debido a la catástrofe se han quedado huérfanos.
Durante el transcurso del año han sacado 2 sencillos: "The end of the day" y "ALL MY LOVE/You are the Reason" y se espera un álbum.

### 2012
Gackt ha anunciado que planea continuar con las actividades de la banda hasta el año 2013 y cabe la posibilidad de una gira por América del Norte y América del Sur.

## Miembros
- Gackt - Vocal
- Jon - Vocal
- You Kurosaki - Guitarra
- Yukihiro "Chachamaru" Fujimura - Guitarra
- Takumi – Guitarra
- U:Zo – Bajo
- Shinya – Batería